# Pimawanseryna
Pimawanseryna – organiczny związek chemiczny, stosowany jako lek przeciwpsychotyczny w zaburzeniach psychotycznych w przebiegu choroby Parkinsona i w leczeniu objawów schizofrenii. Lek opracowała firma farmaceutyczna Acadia Pharmaceuticals. W kwietniu 2016 roku Agencja Żywności i Leków (FDA) wyraziła zgodę na rejestrację leku we wskazaniu psychozy w przebiegu choroby Parkinsona. Lek jest dostępny na rynku amerykańskim pod nazwą handlową Nuplazid.

## Mechanizm działania
Pimawanseryna jest silnym odwrotnym agonistą receptorów serotoninergicznych 5-HT2A (Ki = 0,087 nM). W mniejszym stopniu wiąże się z receptorami 5-HT2C (Ki = 0,44 nM). Ma niewielkie powinowactwo do receptorów  σ1 (Ki = 120 nM), nie wykazuje powinowactwa do receptorów 5-HT2B, dopaminergicznych (w tym D2), muskarynowych, histaminowych, adrenergicznych ani kanałów wapniowych.